# Дворовенко, Ирина Владимировна
Ири́на Влади́мировна Дворове́нко  (род. 28 августа 1973) — артистка балета, солистка Киевского театра оперы и балета в 1992—1996 годах, прима-балерина Американского театра балета (Нью-Йорк) в 2000—2013 годах.

## Биография
Родилась в Киеве. В возрасте 10 лет поступила в Киевское хореографическое училище, которое закончила в 1991 году. После выпуска была принята в балетную труппу Национального театра оперы и балета им. Т. Шевченко, где уже со следующего года стала солисткой. Готовила партии с педагогом Аллой Лагодой. В 1994 году участвовала в Международном конкурсе артистов балета им. Сержа Лифаря, где получила «гран-при». В 1995 году участвовала в Международном фестивале танца, посвящённом 90-летию со дня рождения Сержа Лифаря. В августе 1996 года начала работать в труппе Американского театра балета, в 1997 году выдвинулась на положение солистки, а в августе 2000 года — стала прима-балериной.
Попрощалась с балетной сценой 18 мая 2013 года, исполнив партию Татьяны в балете Дж. Кранко «Онегин».
В 2013 году сыграла роль балерины Веры Бароновой в концертной версии мюзикла 1936 года «На пуантах», возобновлённого в рамках программы Городского центра Нью-Йорка «Анкор!». В 2015 году снялась в американском телесериале «Плоть и кости», где сыграла роль стареющей балерины, борющейся с травмами. Снялась в сериале «Вечность» в роли прима-балерины Одессы Козловой. Среди других её сериалов — «Американцы», «Чёрный список» и «Власть в ночном городе».

### Личная жизнь
Ирина Дворовенко — супруга танцовщика Максима Белоцерковского. У них есть дочь, Эмма Галина.

## Репертуар
Национальный театр оперы и балета им. Шевченко, Киев
Гамзатти («Баядерка»), Золушка и Пахита в одноимённых балетах, Повелительница дриад и Мерседес («Дон Кихот»), Мирта и Жизель («Жизель»), принцесса Флорина и принцесса Аврора («Спящая красавица»), Одетта—Одиллия («Лебединое озеро»).
Американский театр балета, Нью-Йорк
Терпсихора и Полигимния («Аполлон Мусагет»), Матильда Кшесинская и Императрица («Анастасия»), Никия и Гамзатти («Баядерка»), Золушка (в одноимённом балете Бена Стивенсона), Сванильда («Коппелия»), Медора («Корсар»), Китри и Мерседес («Дон Кихот»), «Умирающий лебедь», Жизель и Мирта («Жизель»), фея Драже («Щелкунчик» Кевина МакКензи), Татьяна («Онегин»), Мария Тальони и Фанни Черрито (Pas des Déesses), Маргарита Готье («Дама с камелиями»), Сирена («Блудный сын»), принцесса Аврора ("Спящая красавица), Купава («Снегурочка»), Раймонда в одноимённом балете, Джульетта («Ромео и Джульетта»), Одетта-Одиллия («Лебединое озеро»), «Симфония до мажор» (I и II части), Катарина («Укрощение строптивой»), а также сольные партии в балетах «Блестящее аллегро», «Концертная симфония», «Этюды», «В комнате наверху», «Маленькая смерть», «Сильфиды», «Без слов» и др.

## Фильмография
- 2015 — Кира, «Плоть и кости»
- 2015 — Одесса Козлова, «Вечность»

## Награды
- 1987 — Конкурс артистов балета Украины — диплом и Гран-при (младшая группа)
- 1989 — Международный конкурс артистов балета в Москве — диплом (младшая группа)
- 1990 — Международный конкурс артистов балета в Джексоне, США — серебряная медаль
- 1991 — Международный конкурс артистов балета в Осаке, Япония — бронзовая медаль
- 1992 — Конкурс артистов балета имени С. П. Дягилева, Москва — золотая медаль и I премия, приз Анны Павловой
- 1994 — Международный конкурс артистов балета и хореографов имени Сержа Лифаря, Киев — Гран-при